# Psychotria minima
Psychotria minima är en måreväxtart som beskrevs av Ronald D'Oyley Good. Psychotria minima ingår i släktet Psychotria och familjen måreväxter. Inga underarter finns listade i Catalogue of Life.